# Moukouna
Moukouna  est une localité située dans le département de Bondokuy de la province du Mouhoun dans la région de la Boucle du Mouhoun au Burkina Faso.

## Géographie
Moukouna regroupe administrativement le village de Bonzawa.

## Santé et éducation
Le village possède trois écoles primaires publiques.